# دادویل، میسوری
دادویل (به انگلیسی: Dadeville) یک روستا (ایالات متحده آمریکا) در ایالات متحده آمریکا است که در شهرستان دادی (میسوری) واقع شده‌است.
 دادویل ۲٫۵۸ کیلومتر مربع مساحت و ۲۳۴ نفر جمعیت دارد و ۳۳۱ متر بالاتر از سطح دریا واقع شده‌است.